# Nacionalni korpus
Nacionalni korpus je ukrajinska politička stranka osnovana 2016. godine. Pripadnica je ukrajinske krajnje desnice, a čelnik stranke je Andiry Biletsky. Kostur stranke čine veterani bojne Azov i pripadnici civilnih snaga Azov ("Azov Civil Corps"), nemilitantne i nevladine organizacije.

## Povijest
Dana 14. listopada 2016. godine 292 pripadnika iz cijele Ukrajine sudjelovalo je na kongresu osnivanja stranke. Stranka je prije osnivanja bila registrirana pod imenom "Patrots of Ukraine" (dosl. prev. "Ukrajinski domoljubi"). Kongres je jednoglasno izabrao Biletskog za vođu stranke, a zamjenik mu je Nazariy Kravchenko. Stranački kongres odobrio je promjene u stranačkom programi, a kongres je završio maršem u kojem je sudjelovalo preko 5000 osoba. Dio pripadnika marša nosio je simbole koji su povezani s bojnom Azov.

## Pogledaj još
- Bojna Azov